# Edgemoor, Delaware
Edgemoor är en ort (CDP) i New Castle County, i delstaten Delaware, USA. Enligt United States Census Bureau har orten en folkmängd på 5 677 invånare (2010) och en landarea på 4,8 km².